# Монтања IV (Кампобасо)
Монтања IV је насеље у Италији у округу Кампобасо, региону Молизе.
Према процени из 2011. у насељу је живело 15 становника. Насеље се налази на надморској висини од 508 м.